# چوماژووکا
چوماژووکا (به لهستانی:  Czumażówka) یک روستا در لهستان است که در گمینا چارنا بیاووستوتسکا واقع شده‌است.